# ペトル・ルチンスキー
ペトル・キリル・ルチンスキ（モルドバ語: Petru Chiril Lucinschi(Lucinski),  ロシア語: Пётр Кириллович Лучинский, 1940年1月27日 - ）は、モルドバの政治家で、第2代大統領。ベッサラビア・ドイツ人。

## 経歴

### ソ連時代
- ベッサラビアのスタールィエ・ラドゥリャヌィ村（現在のフロレシュティ）出身。
- 1962年にモルダビア国立大学を卒業した。
- 1960年 - 1971年 モルダビア・コムソモール中央委員会の教官、課主任、書記、第一書記
- 1971年 - 1976年 モルダビア共産党中央委員会局員
- 1976年 - 1978年 モルダビア共産党キシナウ市委員会第一書記
- 1978年 - 1986年 ソ連共産党中央委員会課副主任
- 1986年 - 1989年 タジキスタン共産党中央委員会第二書記
- 1989年 モルダビア共産党中央委員会第一書記
- 1990年 - 1991年 ソ連共産党中央委員会政治局員
- 1991年1月、ソ連共産党中央委員会書記に選出された。

### モルドバ時代
1991年から1992年まで、ロシア科学アカデミー社会・政治研究所の先任科学職員、社会科学発展財団総裁代行として働いた。1992年から1993年は駐露非常全権大使。1993年2月4日、第12期国会議長、1994年3月29日、第13期国会議長に選出される。
1996年の大統領選挙時、投票者の27.7％しか得票できず次点に甘んじたが、決選投票で左翼・中道の支持を受け、現職のスネグル大統領に勝利した。1996年12月1日、大統領に就任。
大統領在任時、国際圧力の下スネグル時代に始まった経済改革を継続した。外交政策では、EC加盟を指向し、CIS諸国とは距離を取った。しかしながら、経済面で実績が上がらず、ウラディミール・ボロニン率いるモルドバ共産党が議会で躍進することとなった。2000年7月、大統領を議会で選出するという憲法改正が行われた。2001年2月25日の議会選挙では、総議席101議席中、共産党が71議席を獲得し第一党となった。
2001年4月4日、議会によりヴォローニンが大統領に選出され、ルチンスキーは退任した。
現在、戦略研究・国際関係発展財団「ルチンスキー」（Lucinschi）の総裁を務める。

## パーソナル
フランスのレジオン・ド・ヌール勲章（1998年）、ギリシアの救世主勲章（1999年）、ギリシャ正教総主教の霊廟大勲章（2000年）、ルーマニアの"Steaua României în grad de Colan"勲章（2000年）を受章。
妻は元教員のアントニナ（2006年死去）、2人の息子（セルゲイとキリル）がいる。